# Куоку, Франсиску
Франсиску Куоку (порт. Francisco Cuoco; 29 ноября 1933, Сан-Паулу — 19 июня 2025, Сан-Паулу) — бразильский актёр.

## Биография

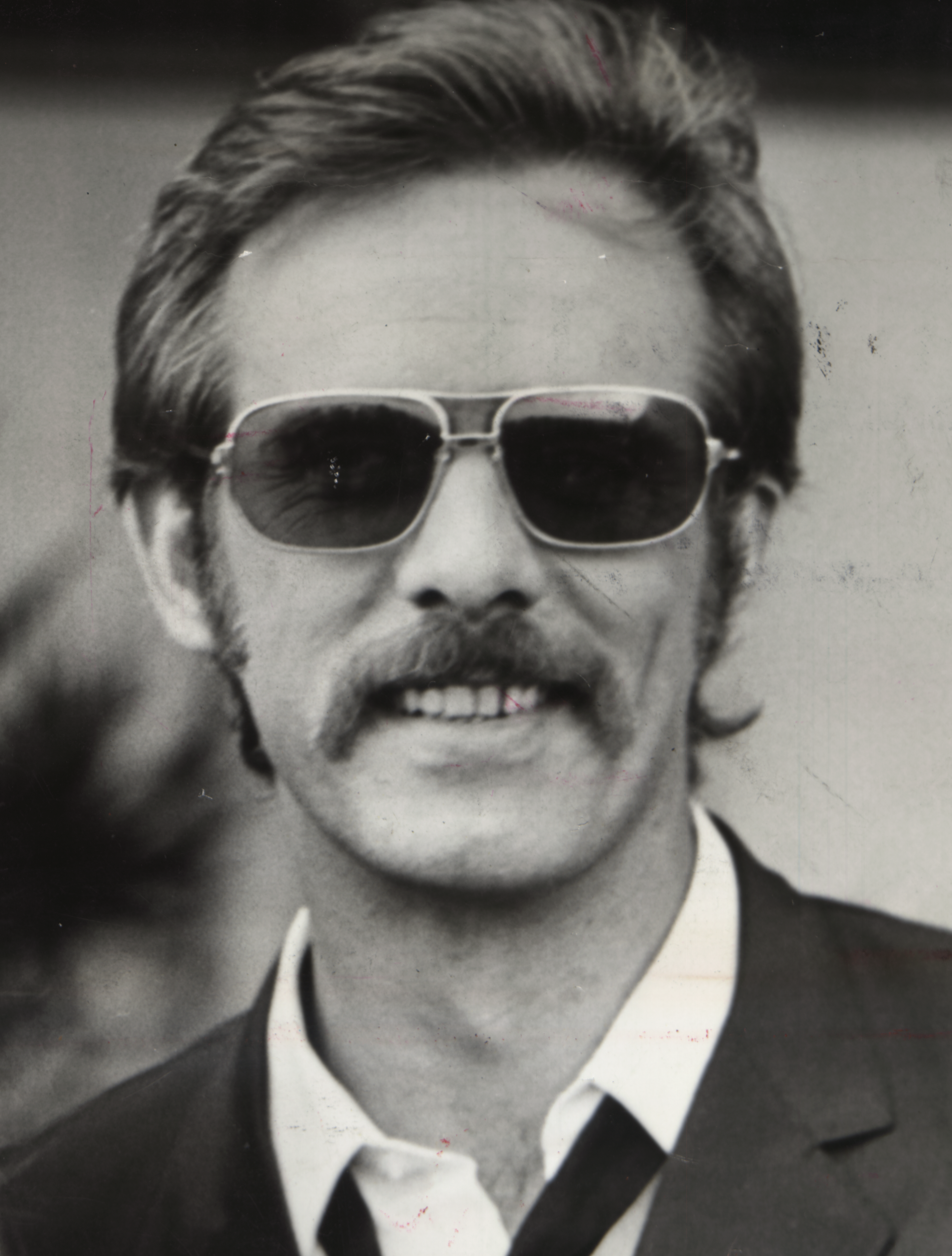
1971 год

Франсиску Куоку родился в небогатой семье итальянского рыночного торговца. Начав изучать юриспруденцию, он вскоре перешёл на обучение в школу драматического искусства Альфредо Мескиты на профессионального актёра, в этой профессии он и нашёл своё истинное призвание. Начав в 1963 году карьеру с участия в телесериалах, уже через пять лет, после исполнения главной роли в самом длинном (596 серий, 2 года в эфире) бразильском телесериале «Искупление» он стал одним из главных «кавалеров телевидения» Бразилии.
В 1970 году, перейдя на телеканал TV Globo, Франсиску становится одним из любимых актёров главной сценаристки теленовелл этого канала — Жанети Клер: ему достаются главные роли почти во всех её сериалах вплоть до смерти Жанети в 1983 году. Именно в сериалах Жанети Клер он исполнил свои главные роли, благодаря которым его знает и помнит Бразилия: «Каменный лес» (1972, с Режиной Дуарте), «Шальные деньги» (1975, с Бетти Фария и Лимой Дуарте), «Маг» (1977, с Диной Сфат). Телесериалу «Каменный лес» принадлежит рекорд телевизионной популярности в Бразилии: последнюю серию смотрело почти 100 процентов телезрителей.
Несмотря на участие в нескольких кинофильмах, в том числе успешных, он предпочитал работать на телевидении.
Умер 19 июня 2025 года в возрасте 91 года в Сан-Паулу в результате полиорганной недостаточности.

## Личная жизнь
Более 20 лет был женат на Виржинии (Жине) Родригес. От этого союза родилось трое детей — Татьяна Родригес, Родригу Родригес и Диогу Родригес. Татьяна постоянно живёт в Лондоне. У Франсиску после развода сохранились дружеские отношения с бывшей женой. Многие коллеги отзываются о его характере исключительно с положительной стороны.
В ноябре 2008 года женился его старший сын Родригу, а в марте 2009 года — младший сын Диогу. Официальная церемония бракосочетания Диогу Куоку и Жулианы Феррайоло прошла 28 марта в Национальном историческом музее Рио-де-Жанейро.

## Избранная фильмография

### Телевидение
- 2013 — Любовь к жизни…. Рубау
- 2008 — Бизнес по-китайски…. Эвандру Фонтанера
- 2008 — Советы соблазнителя….Жералду
- 2008 — Два лица …. Франсиско Куоку (эпизод)
- 2007 — Toma Lá, Dá Cá — доктор Паулета
- 2007 — Амазония от Гальвеза до Шику Мендеса …. Бенту
- 2006 — Змеи и ящерицы …. Омар Паскин
- 2005 — Америка …. Зе Ижину
- 2004 — Цвет греха …. Гауденсиу
- 2003 — Время женщин …. эпизод
- 2001 — Клон …. падре Матиолли
- 2001 — Дети Евы …. Фаусто Кавальканте
- 1998 — Дона Флор и два её мужа …. Гарсия
- 1998 — Шальные деньги …. Салвьяну Лишбоа
- 1997 — Защитница …. отец Дианы
- 1996 — Кто ты? …. Нельсон Мальдонадо
- 1995 — Новая жертва — Элиу Рибейру
- 1994 — Тропиканка — Гаспар Веласкес
- 1992 — Да поможет нам Бог …. Отто Бисмарк
- 1990 — Полнолуние любви …. Диегу Миранда/Эстебан Гарсия
- 1989 — Спаситель Родины …. Северу Толеду Бранку
- 1987 — Другой …. Паулу делла санта / Денизард ди Матуш
- 1983 — Я обещаю …. Лукас Кантомайя
- 1982 — Седьмое чувство …. Тиау Бенту
- 1981 — Спасибо, доктор …. Родригу Жункейра
- 1979 — Гиганты …. Шику
- 1979 — Чудесная фасоль …. (эпизод)
- 1977 — Маг …. Эркулану Квинтанилья
- 1976 — Две жизни …. Виктор Амадеу
- 1976 — Saramandaia …. Тирадентес
- 1975 — Шальные деньги …. Карлон (Жозе Карлуш Морено)
- 1975 — Cuca legal …. Мариу Барросу
- 1973 — Полубог …. Алекс Гарсия
- 1972 — Каменный лес …. Кристиану Вильена
- 1971 — O cafona …. Жильберту Атаиде
- 1970 — На Земле также, как и на небе …. Витор Мариану
- 1969 — Кровь от крови моей …. Карлуш и Лусиу
- 1968 — Legião dos esquecidos ….Фелипе
- 1966 — Искупление …. доктор Фернанду Сильвейра
- 1966 — Каменные души …. Фелипе
- 1965 — Отказ …. Мигел
- 1965 — Грех каждого …. Даниэл
- 1965 — Четверо детей …. Луиш
- 1964 — Banzo …. Мариу
- 1964 — Отмеченные любовью …. Виктор

### Кино
- 2006 — Диди -охотник за сокровищами;
- 2005 — Кафунду;
- 2001 — Любопытные;
- 2000 — Заблудившийся ангел;
- 1999 — Близнецы;
- 1998 — Предательство;
- 1968 — Анушка, манекен и женщина;
- 1960 — Grande Sertões Veredas.

## Премии и награды
- 1998 — премия «Канданго» Бразильского кинофестиваля — лучший актёр второго плана (фильм «Предательство»)